# Elaeocarpus auricomus
Elaeocarpus auricomus là một loài thực vật có hoa trong họ Côm. Loài này được C.Y.Wu ex H.T.Chang mô tả khoa học đầu tiên năm 1979.